# São Pedro (Ponta Delgada)
São Pedro es una freguesia portuguesa perteneciente al municipio de Ponta Delgada, situado en la Isla de São Miguel, Región Autónoma de Azores. Posee un área de 2,81 km² y una población total de 7 177 habitantes (2001). La densidad poblacional asciende a 2 554,1 hab/km². Se encuentra a una latitud de 37°50'N y una longitud 35°38'O. La freguesia se encuentra a  m s. n. m. Esta es una de las tres freguesias urbanas de Ponta Delgada. En ella se encuentra la Universidad de Azores, fundada en 1976. El océano Atlántico se encuentra al norte y las montañas al sur.

## Freguesiaslimítrofes
- São Roque, este
- Fajã de Baixo, este
- Fajã de Cima, noroeste
- São Sebastião, oeste

## Personalidades célebres
- Roberto Ivens (12 de junho de 1850 - 28 de enero de 1898 en Dafundo, Lisboa, Portugal)

- Datos: Q2083235
- Multimedia: São Pedro (Ponta Delgada) / Q2083235

1. ↑  Worldpostalcodes.org,código postal n.º 9500-322.